# Рівнопілля (Сімферопольський район)
Рівнопі́лля (до 1948 року — Джав-Джурек, крим. Cav Cürek) — село Сімферопольського району Автономної Республіки Крим.